# Meredith McGrath
Meredith McGrath (Midland, 28 de abril de 1971) é uma ex-tenista profissional estadunidense.

## Grand Slam Finais

### Duplas Mistas 2 (1 título –1 vice)
| Legenda           |   |
| Grand Slam        | 1 |
| WTA Championships | 0 |
| Tier I            | 0 |
| Tier II           | 0 |
| Tier III          | 0 |
| Tier IV & V       | 0 |
| Olimpíadas        | 0 |

| Títulos por Piso |   |
| Duro             | 1 |
| Saibro           | 0 |
| Grama            | 0 |
| Carpete          | 0 |

| Posição | N. | Data              | Torneio      | Piso | Parceiro    | Oponentes                 | Placar        |
| Vice    | 1. | Setembro 10, 1989 | US Open, USA | Duro | Rick Leach  | Shelby Cannon Robin White | 6–3, 2–6, 5–7 |
| Campeã  | 2. | Setembro 10, 1995 | US Open, EUA | Duro | Matt Lucena | Cyril Suk Gigi Fernández  | 6–4, 6–4      |